# 33 ⅓
33 ⅓ (Thirty-Three and a Third) ist der Name einer Reihe von Büchern, in denen sich jeweils ein anderer Autor mit einem bedeutenden Musikalbum beschäftigt. Viele der Autoren sind selbst ebenfalls Musiker. Der Titel des jeweiligen Bandes entspricht dem Album, von dem es handelt. Veröffentlicht wird die bislang 139 Werke (Stand: Juli 2019) umfassende Reihe vom Verlag Continuum. Bis Oktober 2010 verkaufte sich Kim Coopers Buch über Neutral Milk Hotels Album In the Aeroplane Over the Sea am besten.
Seit Ende 2008 wurden mehrere Werke auch als Hörbuch veröffentlicht. Exile on Main St., Doolittle und Highway 61 Revisited erschienen im Oktober 2010 in einer spanischen Übersetzung.

## Liste der Veröffentlichungen
| Nr. | Album                                                | Interpret                     | Jahr (Album) | Jahr (Buch) | Autor                                 | ISBN                   |
| --- | ---------------------------------------------------- | ----------------------------- | ------------ | ----------- | ------------------------------------- | ---------------------- |
| 01  | Dusty in Memphis                                     | Dusty Springfield             | 1969         | 2003        | Warren Zanes                          | ISBN 0-8264-1492-3     |
| 02  | Forever Changes                                      | Love                          | 1967         | 2003        | Andrew Hultkrans                      | ISBN 0-8264-1493-1     |
| 03  | Harvest                                              | Neil Young                    | 1972         | 2003        | Sam Inglis                            | ISBN 0-8264-1495-8     |
| 04  | The Kinks Are the Village Green Preservation Society | The Kinks                     | 1968         | 2003        | Andy Miller                           | ISBN 0-8264-1493-1     |
| 05  | Meat Is Murder                                       | The Smiths                    | 1985         | 2003        | Joe Pernice                           | ISBN 0-8264-1494-X     |
| 06  | The Piper at the Gates of Dawn                       | Pink Floyd                    | 1967         | 2003        | John Cavanagh                         | ISBN 0-8264-1497-4     |
| 07  | ABBA Gold – Greatest Hits                            | ABBA                          | 1992         | 2004        | Elisabeth Vincentelli                 | ISBN 0-8264-1546-6     |
| 08  | Electric Ladyland                                    | Jimi Hendrix Experience       | 1968         | 2004        | John Perry                            | ISBN 0-8264-1571-7     |
| 09  | Unknown Pleasures                                    | Joy Division                  | 1979         | 2004        | Andrew Hultkrans                      | ISBN 0-8264-1493-1     |
| 10  | Sign “☮” the Times                                   | Prince                        | 1987         | 2004        | Michaelangelo Matos                   | ISBN 0-8264-1547-4     |
| 11  | The Velvet Underground and Nico                      | The Velvet Underground        | 1967         | 2004        | Joe Harvard                           | ISBN 0-8264-1550-4     |
| 12  | Let It Be                                            | The Beatles                   | 1970         | 2004        | Steve Matteo                          | ISBN 0-8264-1634-9     |
| 13  | Live at the Apollo                                   | James Brown                   | 1963         | 2004        | Douglas Wolk                          | ISBN 0-8264-1634-9     |
| 14  | Aqualung                                             | Jethro Tull                   | 1971         | 2004        | Allan Moore                           | ISBN 0-8264-1619-5     |
| 15  | OK Computer                                          | Radiohead                     | 1997         | 2004        | Dai Griffiths                         | ISBN 0-8264-1663-2     |
| 16  | Let It Be                                            | The Replacements              | 1984         | 2004        | Colin Meloy                           | ISBN 0-8264-1633-0     |
| 17  | Led Zeppelin IV                                      | Led Zeppelin                  | 1971         | 2005        | Erik Davis                            | ISBN 0-8264-1658-6     |
| 18  | Exile on Main St.                                    | The Rolling Stones            | 1972         | 2005        | Bill Janovitz                         | ISBN 0-8264-1673-X     |
| 19  | Pet Sounds                                           | The Beach Boys                | 1966         | 2005        | Jim Fusilli                           | ISBN 0-8264-1670-5     |
| 20  | Ramones                                              | Ramones                       | 1976         | 2005        | Nicholas Rombes                       | ISBN 0-8264-1671-3     |
| 21  | Armed Forces                                         | Elvis Costello                | 1979         | 2005        | Franklin Bruno                        | ISBN 0-8264-1674-8     |
| 22  | Murmur                                               | R.E.M.                        | 1983         | 2005        | J. Niimi                              | ISBN 0-8264-1672-1     |
| 23  | Grace                                                | Jeff Buckley                  | 1994         | 2005        | Daphne Brooks                         | ISBN 0-8264-1635-7     |
| 24  | Endtroducing.....                                    | DJ Shadow                     | 1996         | 2005        | Eliot Wilder                          | ISBN 0-8264-1682-9     |
| 25  | Kick Out the Jams                                    | MC5                           | 1969         | 2005        | Don McLeese                           | ISBN 0-8264-1660-8     |
| 26  | Low                                                  | David Bowie                   | 1977         | 2005        | Hugo Wilcken                          | ISBN 0-8264-1684-5     |
| 27  | Born in the U.S.A.                                   | Bruce Springsteen             | 1984         | 2005        | Geoffrey Himes                        | ISBN 0-8264-1661-6     |
| 28  | Music from Big Pink                                  | The Band                      | 1968         | 2005        | Jim Niven                             | ISBN 0-8264-1771-X     |
| 29  | In the Aeroplane Over the Sea                        | Neutral Milk Hotel            | 1998         | 2005        | Kim Cooper                            | ISBN 0-8264-1690-X     |
| 30  | Paul’s Boutique                                      | Beastie Boys                  | 1989         | 2006        | Dan Le Roy                            | ISBN 0-8264-1741-8     |
| 31  | Doolittle                                            | Pixies                        | 1989         | 2006        | Ben Sisario                           | ISBN 0-8264-1774-4     |
| 32  | There’s a Riot Goin’ On                              | Sly & the Family Stone        | 1971         | 2006        | Miles Marshall Lewis                  | ISBN 0-8264-1744-2     |
| 33  | The Stone Roses                                      | The Stone Roses               | 1989         | 2006        | Alex Green                            | ISBN 0-8264-1742-6     |
| 34  | In Utero                                             | Nirvana                       | 1993         | 2006        | Gillian G. Gaar                       | ISBN 0-8264-1776-0     |
| 35  | Highway 61 Revisited                                 | Bob Dylan                     | 1965         | 2006        | Mark Polizzotti                       | ISBN 0-8264-1775-2     |
| 36  | Loveless                                             | My Bloody Valentine           | 1991         | 2006        | Mike McGonigal                        | ISBN 0-8264-1548-2     |
| 37  | The Who Sell Out                                     | The Who                       | 1967         | 2006        | John Dougan                           | ISBN 0-8264-1743-4     |
| 38  | Bee Thousand                                         | Guided by Voices              | 1994         | 2006        | Marc Woodworth                        | ISBN 0-8264-1748-5     |
| 39  | Daydream Nation                                      | Sonic Youth                   | 1988         | 2006        | Matthew Stearns                       | ISBN 0-8264-1740-X     |
| 40  | Court and Spark                                      | Joni Mitchell                 | 1974         | 2006        | Sean Nelson                           | ISBN 0-8264-1773-6     |
| 41  | Use Your Illusion I und II                           | Guns N’ Roses                 | 1991         | 2006        | Eric Weisbard                         | ISBN 0-8264-1924-0     |
| 42  | Songs in the Key of Life                             | Stevie Wonder                 | 1976         | 2006        | Zeth Lundy                            | ISBN 0-8264-1926-7     |
| 43  | The Notorious Byrd Brothers                          | The Byrds                     | 1968         | 2007        | Ric Menck                             | ISBN 978-0-8264-1717-6 |
| 44  | Trout Mask Replica                                   | Captain Beefheart             | 1969         | 2007        | Kevin Courrier                        | ISBN 978-0-8264-2781-6 |
| 45  | Double Nickels on the Dime                           | Minutemen                     | 1984         | 2007        | Michael T. Fournier                   | ISBN 978-0-8264-2787-8 |
| 46  | Aja                                                  | Steely Dan                    | 1977         | 2007        | Dan Breithaupt                        | ISBN 978-0-8264-2783-0 |
| 47  | People’s Instinctive Travels and the Paths of Rhythm | A Tribe Called Quest          | 1990         | 2007        | Shawn Taylor                          | ISBN 978-0-8264-1923-1 |
| 48  | Rid of Me                                            | PJ Harvey                     | 1993         | 2007        | Kate Schatz                           | ISBN 978-0-8264-2778-6 |
| 49  | Achtung Baby                                         | U2                            | 1991         | 2007        | Stephen Catanzarite                   | ISBN 978-0-8264-2784-7 |
| 50  | If You’re Feeling Sinister                           | Belle & Sebastian             | 1996         | 2007        | Scott Plagenhoef                      | ISBN 978-0-8264-2818-9 |
| 51  | Pink Moon                                            | Nick Drake                    | 1972         | 2007        | Amanda Petrusich                      | ISBN 978-0-8264-2790-8 |
| 52  | Let’s Talk About Love                                | Céline Dion                   | 1997         | 2007        | Carl Wilson                           | ISBN 978-0-8264-2788-5 |
| 69* | 69 Love Songs                                        | The Magnetic Fields           | 1999         | 2007        | LD Beghtol                            | ISBN 978-0-8264-1925-5 |
| 53  | Swordfishtrombones                                   | Tom Waits                     | 1983         | 2007        | David Smay                            | ISBN 978-0-8264-2782-3 |
| 54  | 20 Jazz Funk Greats                                  | Throbbing Gristle             | 1979         | 2007        | Drew Daniel                           | ISBN 978-0-8264-2793-9 |
| 55  | Horses                                               | Patti Smith                   | 1975         | 2008        | Philip Shaw                           | ISBN 978-0-8264-2792-2 |
| 56  | Master of Reality                                    | Black Sabbath                 | 1971         | 2008        | John Darnielle                        | ISBN 978-0-8264-2899-8 |
| 57  | Reign in Blood                                       | Slayer                        | 1986         | 2008        | D.X. Ferris                           | ISBN 978-0-8264-2909-4 |
| 58  | Shoot Out the Lights                                 | Richard und Linda Thompson    | 1982         | 2008        | Hayden Childs                         | ISBN 978-0-8264-2791-5 |
| 59  | Gentlemen                                            | The Afghan Whigs              | 1993         | 2008        | Bob Gendron                           | ISBN 978-0-8264-2910-0 |
| 60  | Rum Sodomy & the Lash                                | The Pogues                    | 1985         | 2008        | Jeffery T. Roesgen                    | ISBN 978-0-8264-2916-2 |
| 61  | The Gilded Palace of Sin                             | The Flying Burrito Brothers   | 1969         | 2008        | Bob Proehl                            | ISBN 978-0-8264-2903-2 |
| 62  | Song Cycle                                           | Van Dyke Parks                | 1968         | 2008        | Richard Henderson                     | ISBN 978-0-8264-2917-9 |
| 63  | Pink Flag                                            | Wire                          | 1977         | 2009        | Wilson Neate                          | ISBN 978-0-8264-2914-8 |
| 64  | XO                                                   | Elliott Smith                 | 1998         | 2009        | Mathew Lemay                          | ISBN 978-0-8264-2900-1 |
| 65  | Illmatic                                             | Nas                           | 1994         | 2009        | Matthew Gasteier                      | ISBN 978-0-8264-2907-0 |
| 66  | Radio City                                           | Big Star                      | 1974         | 2009        | Bruce Eaton                           | ISBN 978-0-8264-2898-1 |
| 67  | One Step Beyond…                                     | Madness                       | 1979         | 2009        | Terry Edwards                         | ISBN 978-0-8264-2906-3 |
| 68  | Another Green World                                  | Brian Eno                     | 1975         | 2009        | Geeta Dayal                           | ISBN 978-0-8264-2786-1 |
| 70  | Zaireeka                                             | The Flaming Lips              | 1997         | 2009        | Mark Richardson                       | ISBN 978-0-8264-2901-8 |
| 71  | Facing Future                                        | Israel Kamakawiwoʻole         | 1993         | 2009        | Dan Kois                              | ISBN 978-0-8264-2905-6 |
| 72  | It Takes a Nation of Millions to Hold Us Back        | Public Enemy                  | 1988         | 2010        | Christopher R. Weingarten             | ISBN 978-0-8264-2913-1 |
| 73  | Wowee Zowee                                          | Pavement                      | 1995         | 2010        | Bryan Charles                         | ISBN 978-0-8264-2957-5 |
| 74  | Highway to Hell                                      | AC/DC                         | 1979         | 2010        | Joe Bonomo                            | ISBN 978-1-4411-9028-4 |
| 75  | Spiderland                                           | Slint                         | 1990         | 2010        | Scott Tennent                         | ISBN 978-1-4411-7026-2 |
| 76  | Kid A                                                | Radiohead                     | 2000         | 2010        | Marvin Lin                            | ISBN 978-0-8264-2343-6 |
| 77  | Tusk                                                 | Fleetwood Mac                 | 1979         | 2011        | Rob Trucks                            | ISBN 978-0-8264-2902-5 |
| 78  | Pretty Hate Machine                                  | Nine Inch Nails               | 1989         | 2011        | Daphne Carr                           | ISBN 978-0-8264-2789-2 |
| 79  | Chocolate and Cheese                                 | Ween                          | 1994         | 2011        | Hank Shteamer                         | ISBN 978-0-8264-3117-2 |
| 80  | American Recordings                                  | Johnny Cash                   | 1994         | 2011        | Tony Tost                             | ISBN 978-1-4411-7461-1 |
| 81  | Some Girls                                           | The Rolling Stones            | 1978         | 2011        | Cyrus Patell                          | ISBN 978-1-4411-9280-6 |
| 82  | You’re Living All Over Me                            | Dinosaur Jr.                  | 1987         | 2011        | Nick Attfield                         | ISBN 978-1-4411-8778-9 |
| 83  | Marquee Moon                                         | Television                    | 1977         | 2011        | Bryan Waterman                        | ISBN 978-1-4411-8605-8 |
| 84  | Amazing Grace                                        | Aretha Franklin               | 1972         | 2011        | Aaron Cohen                           | ISBN 978-1-4411-4888-9 |
| 85  | Dummy                                                | Portishead                    | 1994         | 2011        | RJ Wheaton                            | ISBN 978-1-4411-9449-7 |
| 86  | Fear of Music                                        | Talking Heads                 | 1979         | 2012        | Jonathan Lethem                       | ISBN 978-1-4411-2100-4 |
| 87  | Histoire de Melody Nelson                            | Serge Gainsbourg              | 1971         | 2013        | Darran Anderson                       | ISBN 1-62356-287-2     |
| 88  | Flood                                                | They Might Be Giants          | 1990         | 2013        | S. Alexander Reed und Philip Sandifer | ISBN 1-62356-915-X     |
| 89  | I Get Wet                                            | Andrew W.K.                   | 2001         | 2014        | Phillip Crandall                      | ISBN 1-62356-714-9     |
| 90  | Selected Ambient Works Volume II                     | Aphex Twin                    | 1994         | 2014        | Marc Weidenbaum                       | ISBN 1-62356-890-0     |
| 91  | Entertainment!                                       | Gang of Four                  | 1979         | 2014        | Kevin Dettmar                         | ISBN 1-62356-065-9     |
| 92  | Blank Generation                                     | Richard Hell and the Voidoids | 1977         | 2014        | Pete Astor                            | ISBN 1-62356-122-1     |
| 93  | Donuts                                               | J Dilla                       | 2006         | 2014        | Jordan Ferguson                       | ISBN 1-62356-183-3     |
| 94  | Smile                                                | The Beach Boys                | 1967         | 2014        | Luis Sanchez                          | ISBN 1-62356-258-9     |
| 95  | Definitely Maybe                                     | Oasis                         | 1994         | 2014        | Alex Niven                            | ISBN 1-62356-423-9     |
| 96  | Exile in Guyville                                    | Liz Phair                     | 1993         | 2014        | Gina Arnold                           | ISBN 1-4411-6257-7     |
| 97  | My Beautiful Dark Twisted Fantasy                    | Kanye West                    | 2010         | 2014        | Kirk Walker Graves                    | ISBN 1-62356-542-1     |
| 98  | The Grey Album                                       | Danger Mouse                  | 2004         | 2014        | Charles Fairfield                     | ISBN 978-1-62356-660-9 |
| 99  | ( )                                                  | Sigur Rós                     | 2002         | 2014        | Ethan Hayden                          | ISBN 1-62356-892-7     |
| 100 | Dangerous                                            | Michael Jackson               | 1991         | 2014        | Susan Fast                            | ISBN 1-62356-631-2     |
| 101 | Tago Mago                                            | Can                           | 1971         | 2014        | Alan Warner                           | ISBN 1-62892-108-0     |
| 102 | Ode to Billie Joe                                    | Bobbie Gentry                 | 1967         | 2014        | Tara Murtha                           | ISBN 1-62356-964-8     |
| 103 | Live Through This                                    | Hole                          | 1994         | 2014        | Anwen Crawford                        | ISBN 978-1-62356-762-0 |
| 104 | Freedom of Choice                                    | Devo                          | 1980         | 2015        | Evie Nagy                             | ISBN 978-1-62356-344-8 |
| 105 | Fresh Fruit for Rotting Vegetables                   | Dead Kennedys                 | 1980         | 2015        | Michael Stewart Foley                 | ISBN 978-1-62356-730-9 |
| 106 | Super Mario Bros.                                    | Koji Kondo                    | 1985         | 2015        | Andrew Schartmann                     | ISBN 978-1-62892-853-2 |
| 107 | Beat Happening                                       | Beat Happening                | 1985         | 2015        | Bryan C. Parker                       | ISBN 978-1-62892-927-0 |
| 108 | Metallica                                            | Metallica                     | 1991         | 2015        | David Masciotra                       | ISBN 978-1-62892-930-0 |
| 109 | A Live One                                           | Phish                         | 1995         | 2015        | Walter Holland                        | ISBN 978-1-62892-938-6 |
| 110 | Bitches Brew                                         | Miles Davis                   | 1970         | 2015        | George Grella Jr.                     | ISBN 978-1-62892-943-0 |
| 111 | Parallel Lines                                       | Blondie                       | 1978         | 2016        | Kembrew McLeod                        | ISBN 978-1-5013-0237-4 |
| 112 | Workingman’s Dead                                    | Grateful Dead                 | 1970         | 2016        | Buzz Poole                            | ISBN 978-1-62892-924-9 |
| 113 | Hangin’ Tough                                        | New Kids On The Block         | 1988         | 2016        | Rebecca Wallwork                      | ISBN 978-1-62892-973-7 |
| 114 | The Geto Boys                                        | The Geto Boys                 | 1990         | 2016        | Rolf Potts                            | ISBN 978-1-62892-946-1 |
| 115 | Dig Me Out                                           | Sleater-Kinney                | 1997         | 2016        | Jovana Babovi                         | ISBN 978-1-62892-976-8 |
| 116 | Sound of Silver                                      | LCD Soundsystem               | 2007         | 2016        | Ryan Leas                             | ISBN 978-1-5013-2561-8 |
| 117 | Donny Hathaway Live                                  | Donny Hathaway                | 1972         | 2016        | Emily J. Lordi                        | ISBN 978-1-62892-980-5 |
| 118 | Psychocandy                                          | The Jesus and Mary Chain      | 1985         | 2016        | Paula Mejia                           | ISBN 978-1-62892-950-8 |
| 119 | The Modern Lovers                                    | The Modern Lovers             | 1976         | 2017        | Sean L. Maloney                       | ISBN 978-1-5013-2218-1 |
| 120 | Soundtrack from Twin Peaks                           | Angelo Badalamenti            | 1990         | 2017        | Clare Nina Norelli                    | ISBN 978-1-5013-2301-0 |
| 121 | Colossal Youth                                       | Young Marble Giants           | 1980         | 2017        | Michael Blair and Joe Bucciero        | ISBN 978-1-5013-2114-6 |
| 122 | Bizarre Ride II the Pharcyde                         | The Pharcyde                  | 1992         | 2017        | Andrew Baker                          | ISBN 978-1-5013-2127-6 |
| 123 | The Suburbs                                          | Arcade Fire                   | 2011         | 2017        | Eric Eidelstein                       | ISBN 978-1-5013-3646-1 |
| 124 | Workbook                                             | Bob Mould                     | 1989         | 2017        | Walter Biggins and Daniel Couch       | ISBN 978-1-5013-2135-1 |
| 125 | Uptown Saturday Night                                | Camp Lo                       | 1996         | 2017        | Sean L. Maloney                       | ISBN 978-1-5013-2272-3 |
| 126 | The Raincoats                                        | The Raincoats                 | 1979         | 2017        | Jenn Pelly                            | ISBN 978-1-5013-0240-4 |
| 127 | Homogenic                                            | Björk                         | 1997         | 2017        | Emily Mackay                          | ISBN 978-1-5013-2274-7 |
| 131 | Transformer                                          | Lou Reed                      | 1972         | 2018        | Ezra Furman                           | ISBN 978-1-5013-2305-8 |
| 132 | Peepshow                                             | Siouxsie and the Banshees     | 1988         | 2019        | Samantha Bennett                      | ISBN 978-1-5013-2185-6 |

[*] absichtlich falsch nummeriert